# Château de Belsay
Le château de Belsay est un château construit au XIVe siècle, situé dans le village de Belsay, dans le comté de Northumberland, au nord-est de l'Angleterre.
La structure principale est une tour rectangulaire avec des fortifications, construite vers 1370. Il s'agissait de la demeure de la famille Middleton.
En 1614, Thomas Middleton construit un nouveau manoir rattaché à la tour. Une aile ouest est ajoutée en 1711 mais elle est ensuite grandement démolie en 1872 par Sir Arthur Middleton à la suite du délabrement du bâtiment.
Le château est abandonné en tant que résidence au début du XIXe siècle à la suite de la construction de Belsay Hall à proximité.
Il est aujourd'hui administré par l'English Heritage et est ouvert au public. L'intérieur a été largement modifié et a été utilisé comme une Folie. Il servait alors pour les garden-parties et comme lieu de spectacle.

## Source
- (en) Cet article est partiellement ou en totalité issu de l’article de Wikipédia en anglais intitulé « Belsay Castle » (voir la liste des auteurs).